# 535. četa Slováků

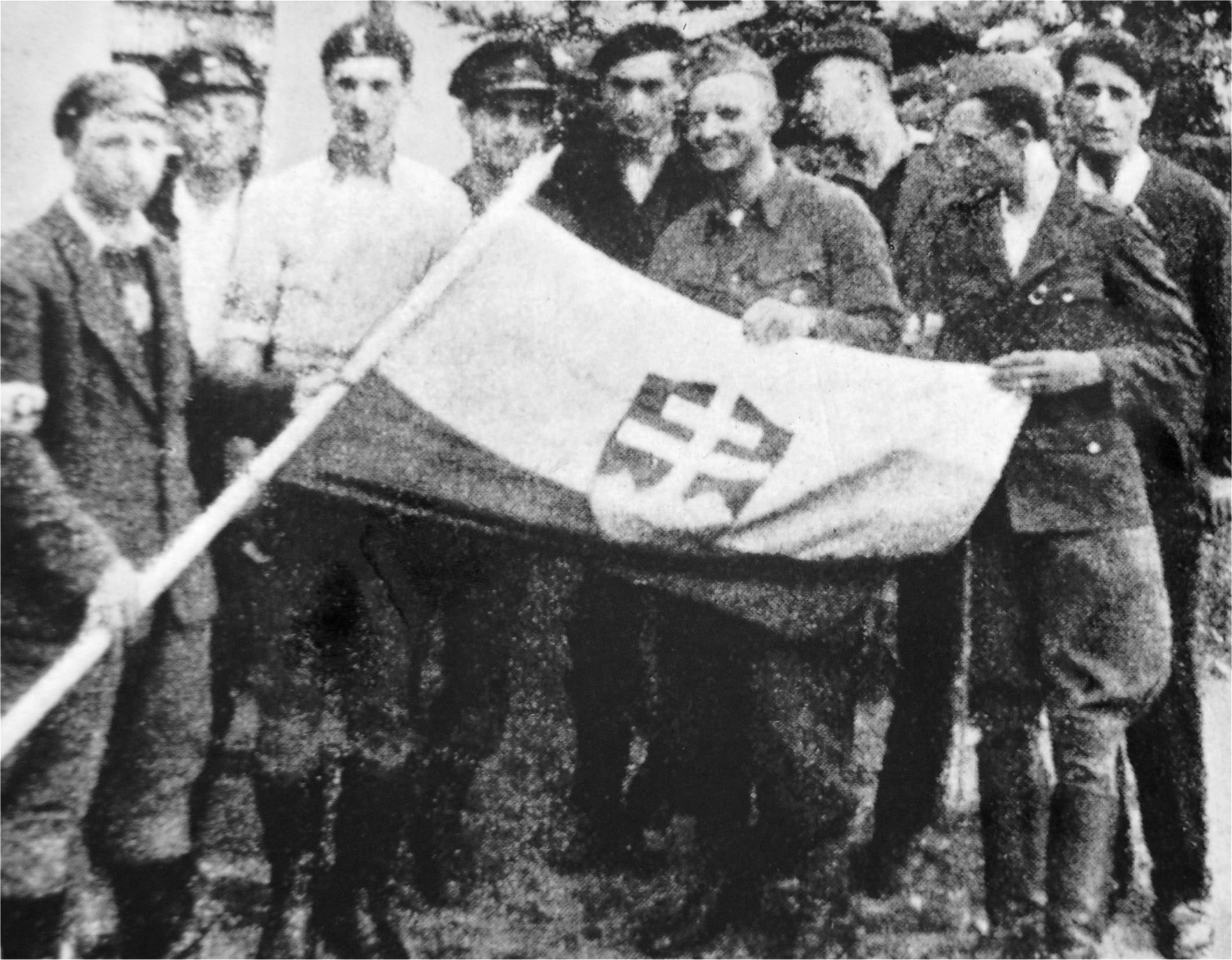
Příslušníci 535. čety Slováků se slovenskou vlajkou

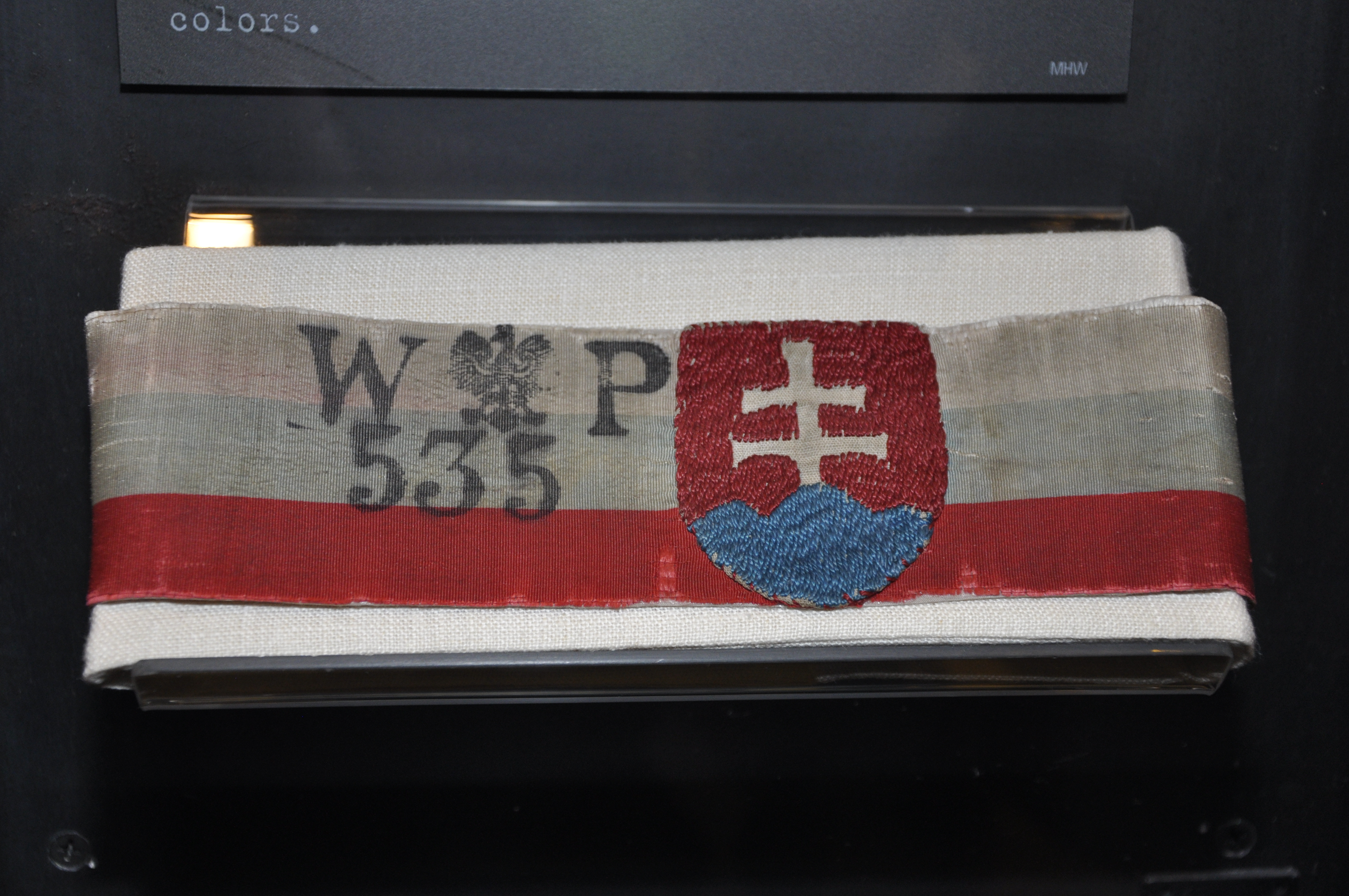

535. četa Slováků byla četa Zemské armády zformovaná v roce 1943 ze Slováků žijících ve Varšavě. Její členové nosili na rukávě zvláštní pásku se slovenskou trikolórou a slovenským znakem (na rozdíl od bílo-červené pásky ostatních příslušníků AK).
Bojovala ve Varšavském povstání v rámci skupiny „Kryska“, která působila ve čtvrti Czerniakow. V době varšavského povstání 1944 byl jejím velitelem podporučík Miroslav Iringh („Stanko“).